# Aleksandr Maseikov
Aleksandr Maseikov, né le 26 juin 1971 à Mahiliow, est un céiste biélorusse ayant représenté l'Équipe unifiée pratiquant la course en ligne.

## Palmarès

### Jeux olympiques de canoë-kayak course en ligne
- 1992 à Barcelone,  Espagne
  -  Médaille d'or en C-2 500m [1]